# NHK総合テレビ日曜昼前の情報番組枠
NHK総合テレビ日曜昼前の情報番組枠（エヌエイチケイそうごう-にちようひるまえのじょうほうばんぐみわく）は、NHK総合テレビにて、日曜昼前（10・11時台）に放送されていた情報番組の一覧。

## 主な番組
- NHK週間ニュース（1957年 - 1958年頃）
- ニュースを追って（1960年頃）
- NHK海外リポート（1969年4月20日 - 1980年3月）
- ニュースウィークリー（1985年4月 - 1990年3月）
- サンデー経済スコープ（1993年4月 - 1996年3月）
- なるほど経済（1996年4月 - 1997年3月）
- 週刊こどもニュース（第2期・1999年4月 - 2000年3月）
- 週刊経済羅針盤（2004年4月 - 2005年3月）
- NHKネットワーク54（第1期・2005年10月2日 - 2006年3月19日）
- 地域発!ぐるっと日本（2008年4月6日 - 2010年3月14日）